# Giampaolo D'Andrea
Giampaolo Vittorio Elio D'Andrea (Potenza, 18 luglio 1949) è un politico italiano, diverse volte sottosegretario di Stato.

## Biografia
Nato nel 1949 a Potenza, si è laureato in filosofia presso l'Università di Pisa, divenendo successivamente assistente ordinario di storia del mezzogiorno e professore associato di Gabriele De Rosa, insegnando storia del Risorgimento, storia contemporanea e storia economica presso l'Università degli Studi di Salerno e l'Università degli Studi della Basilicata.
Esponente della Democrazia Cristiana (DC), ne è stato il segretario regionale in Basilicata ed a lungo dirigente nazionale, consigliere regionale della Basilicata dal 1979 (assessore al Bilancio, Finanze, Programmazione ed Enti Locali dal 1985 al 1990).
Alle elezioni politiche del 1992 viene candidato alla Camera dei deputati, risultando il primo dei non eletti nella circoscrizione Potenza-Matera tra le lista della DC. Il 15 settembre 1992 subentra come deputato a Emilio Colombo, nominato ministro e per questo dimessosi il 9 settembre, per via della decisione del partito di rendere incompatibili le cariche di ministro e parlamentare. Nel corso della XI legislatura è stato membro della 2ª Commissione Giustizia e, successivamente, della 1ª Commissione Affari costituzionali, della Presidenza del consiglio e interni, collaborando (da componente del comitato ristretto) alla definizione dei provvedimenti legislativi in materia di riforma elettorale curando in particolare, da relatore, l'iter della legge sulla propaganda elettorale.
Nel 1994, con lo scioglimento della DC, aderisce al Partito Popolare Italiano (PPI) guidato da Mino Martinazzoli, diventandone uno dei dirigenti nazionali. Con il PPI è eletto nel 1994 al Parlamento europeo per la circoscrizione Italia meridionale. Al Parlamento europeo è stato assegnato alla Commissione Libertà Pubbliche ed Affari interni, alla Commissione Istituzionale (di cui fu anche vice-presidente) ed alla Commissione Politica Regionale. Si dimise dalla carica il 26 ottobre 1998 per sopraggiunta incompatibilità, sostituito da Giuseppe Mottola.
Con la nascita del primo governo presieduto da Massimo D'Alema, il 27 ottobre 1998 viene nominato dal Consiglio dei Ministri sottosegretario di Stato al Ministero dei Beni e delle Attività Culturali, incarico che mantiene nei successivi secondo governo D'Alema e secondo governo Amato.

### Elezione a senatore
Alle elezioni politiche del 2001 viene eletto al Senato della Repubblica, nel collegio uninominale di Matera in quota La Margherita, una lista elettorale centrista con Francesco Rutelli candidato presidente del Consiglio, alla quale il PPI aderisce. Nella XIV legislatura è componente della 7ª Commissione Istruzione pubblica, beni culturali e della Commissione parlamentare per l'indirizzo generale e la vigilanza dei servizi radiotelevisivi, di cui nel 2003 diventa vicepresidente.
Successivamente alle politiche del 2001 aderisce alla Margherita, insieme con il PPI e Rinnovamento Italiano di Lamberto Dini e I Democratici di Arturo Parisi. È per un periodo vicepresidente della Margherita.
Con la nascita del secondo governo presieduto da Romano Prodi, viene nominato sottosegretario di Stato per i Rapporti con il Parlamento e le Riforme Istituzionali, incarico che mantiene fino alla caduta del governo, l'8 maggio 2008.

### Partito Democratico
Partecipa alla fondazione del Partito Democratico, del quale è stato responsabile nazionale del settore Ricerca, nell'ambito del Dipartimento Educazione.
Il 28 novembre 2011 è nominato sottosegretario di Stato per i Rapporti con il Parlamento nel governo Monti. A seguito di questa notizia, sei parlamentari del Popolo delle Libertà hanno minacciato di non sostenere più il governo Monti nel caso in cui venga confermata questa scelta, considerata politica e non tecnica come il resto del governo; tuttavia D'Andrea viene confermato e presta giuramento il 29 novembre 2011.
È stato, dal 2013 al 2014, consigliere del Ministro per i rapporti con il Parlamento e il coordinamento dell'attività di Governo Dario Franceschini e, dal 2014 al 2018, suo capo di Gabinetto presso il Ministero dei beni e delle attività culturali e del turismo quando viene trasferito in tale dicastero.
Nel 2018 è nominato assessore alla cultura, ricerca e innovazione del comune di Matera nella giunta comunale di centro-destra guidata da Raffaello De Ruggieri.
Nel 2019, con il ritorno di Franceschini al Ministero dei Beni e delle Attività Culturali e del Turismo nel governo Conte II, viene nominato suo consigliere agli affari istituzionali e le relazioni sindacali.
Nel 2021 è nominato membro del consiglio di amministrazione del Museo Nazionale di Matera.

## Incarichi parlamentari

### Camera dei deputati
- Membro della 1ª Commissione Affari costituzionali, della Presidenza del consiglio e interni (dal 27 aprile 1993 al 14 aprile 1994)[2]
- Membro della 2ª Commissione Giustizia (dal 17 settembre 1992 al 27 aprile 1993)[2]

### Senato della Repubblica
- Membro della 7ª Commissione Istruzione pubblica, beni culturali (dal 22 giugno 2001 al 27 aprile 2006)[3]
- Membro della Commissione parlamentare per l'indirizzo generale e la vigilanza dei servizi radiotelevisivi (dal 18 aprile al 6 maggio 2003)[3]
- Vicepresidente della Commissione parlamentare per l'indirizzo generale e la vigilanza dei servizi radiotelevisivi (dal 7 maggio 2003 al 27 aprile 2006)[3]

### Parlamento europeo
- Vicepresidente della Commissione per gli affari istituzionali (dal 19 giugno al 26 ottobre 1998)[11]
- Membro della Commissione per il regolamento, la verifica dei poteri e le immunità (dal 21 luglio 1994 al 18 gennaio 1996)[11]
- Membro della Commissione per le libertà pubbliche e gli affari interni (dal 21 luglio 1994 al 15 gennaio 1997)[11]
- Membro della Delegazione per le relazioni con gli Stati Uniti (dal 12 luglio 1995 al 19 giugno 1998)[11]
- Membro della Commissione per gli affari istituzionali (dal 16 gennaio 1997 al 19 giugno 1998)[11]
- Membro sostituto della Commissione per la politica regionale (dal 21 luglio 1994 al 27 giugno 1996; dal 16 gennaio 1997 al 26 ottobre 1998)[11]
- Membro sostituto della Commissione per gli affari istituzionali (dal 21 luglio 1994 al 15 gennaio 1997)[11]
- Membro sostituto della Commissione per gli affari esteri, la sicurezza e la politica di difesa (dal 27 giugno 1996 al 15 gennaio 1997)[11]
- Membro sostituto della Delegazione per le relazioni con gli Stati Uniti (dal 16 gennaio 1997 al 26 ottobre 1998)[11]

## Premi e riconoscimenti
Il 27 agosto 2016 l'Amministrazione comunale di Pomarico gli conferisce il premio Lucania Oro per la Cultura.